# Bodenroder Kuppen
Die Bodenroder Kuppen ist eine naturräumliche Untereinheit des östlichen Hintertaunus (Haupteinheit 302) mit der Gliederungsnummer 302.2. Begrenzt wird es nach Norden etwa von den Tälern von Solmsbach und Kleebach, nach Westen vom Tal des Wiesbach und nach Osten von der Wetterau mit der Mörlener Bucht (234.21) bzw. vom Großenlindener Hügelland (348.11), welches, wie das sich nördlich anschließende Tal der Lahn, zum Gießener Becken gezählt wird. 

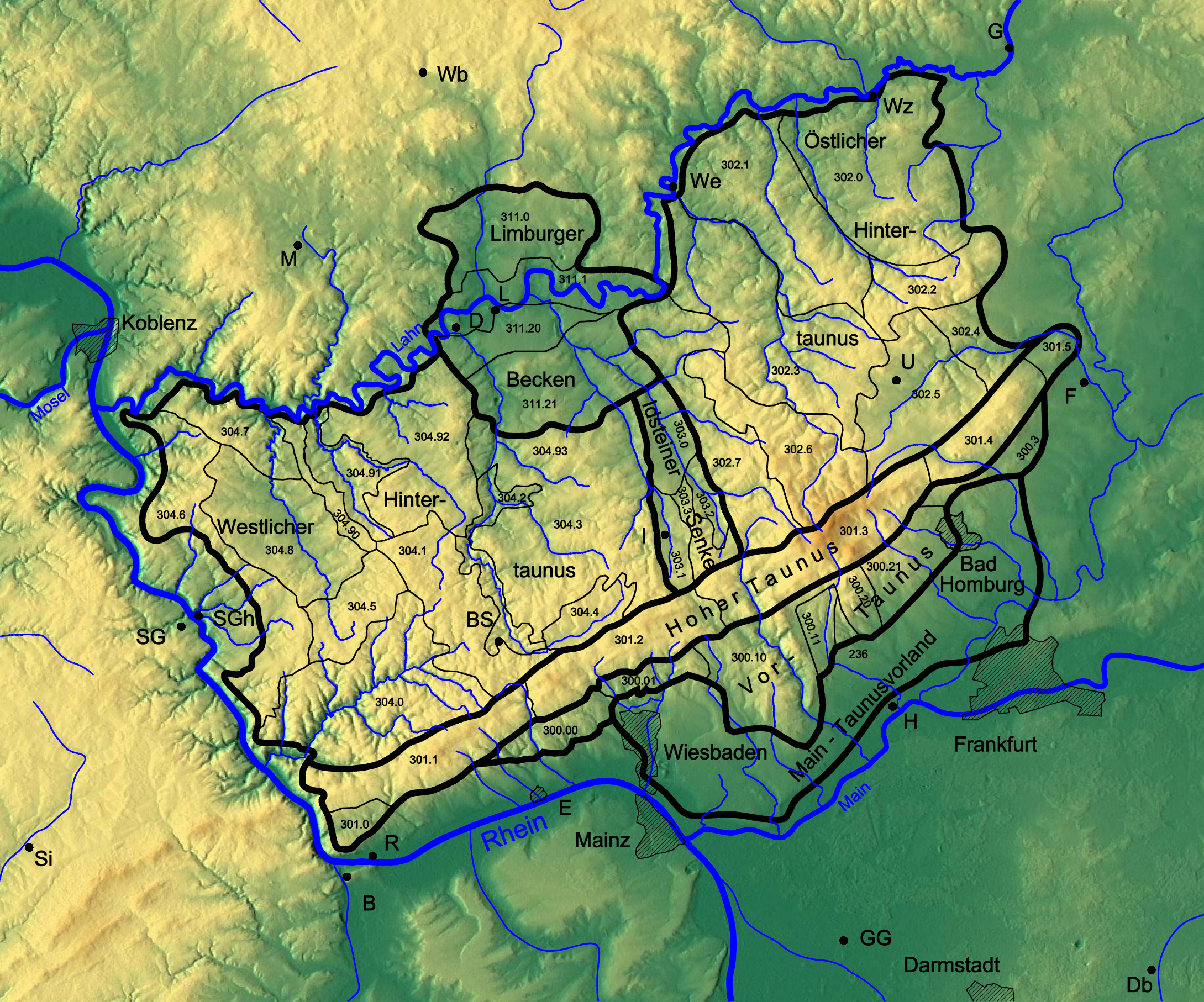
Naturräumliche Gliederung des Taunus

## Naturräumliche Lage
Am Ostrand zur Wetterau und zur Mörlener Bucht erfolgt auf den Hochflächen des östlichen Hintertaunus eine leichte Aufwölbung im Hesselberg (518 m) und dem Hausberg (485,7 m). Die dazwischen liegenden tief eingeschnittenen Täler werden von den zentralen Bächen des Solmsbach, Kleebach und Wetzbach durchzogen. In diesem nordöstlichen Teilraum erscheinen die Bodenroder Kuppen als stärker aufgelöstes Berg- und Hügelland. Die Mörlener Bucht greift zwischen Bad Nauheim und Butzbach tiefergelegen in den Mittelgebirgskörper des Taunus ein. Sie wird im Süden von dem vom Winterstein (482,3 m) zum Johannisberg (264,8 m) abfallenden Taunushauptkamm begrenzt. Im Norden wird sie umrankt von aufgewölbten Hochflächenanteile um den Hausberg bei Butzbach, die sich (durch Vulkanismus bestimmt) bis in den Bereich des Stoppelbergs im Hüttenberg/Wetzlarer Raum des nördlich anschließenden Wetzlarer Hintertaunus (302.0) fortsetzen.
Namensgebender Ort der Bodenroder Kuppen ist Bodenrod im Talschluss des Eichelbachs, einem linken südlichen Zufluss des Solmsbachs. Weitere Ort sind Espa im oberen Solmsbach- sowie Kleebachtal und Weiperfelden im oberen Solmsbachtal, welches etwa 750 m nordöstlich, oberhalb der Mündung des Eichelbach in den Solmsbach liegt.
- 302 Östlicher Hintertaunus[2]
  - 302.2 Bodenroder Kuppen (52,70 km²)

## Namenserläuterung
Der niedrige Gebirgszug nennt sich Kruppen und nicht Kuppen. Diese Namensgebung dürfte der römisch-germanischen End/Übergangsphase entstammen. Dort stellte der Bodenroder Kruppen die germanisch/römische wandelnde Grenzsituation am südwestlichen Wetteraurand dar. Limesnordspitze in Mitteldeutschland mit Römerkastellen/Limeslinie Saalburg/Butzbach/Münzenberg/Arnsburg/Schiffenberg/Langgöns und neuere Fundstellen wie Reiterkastell Glauberg.

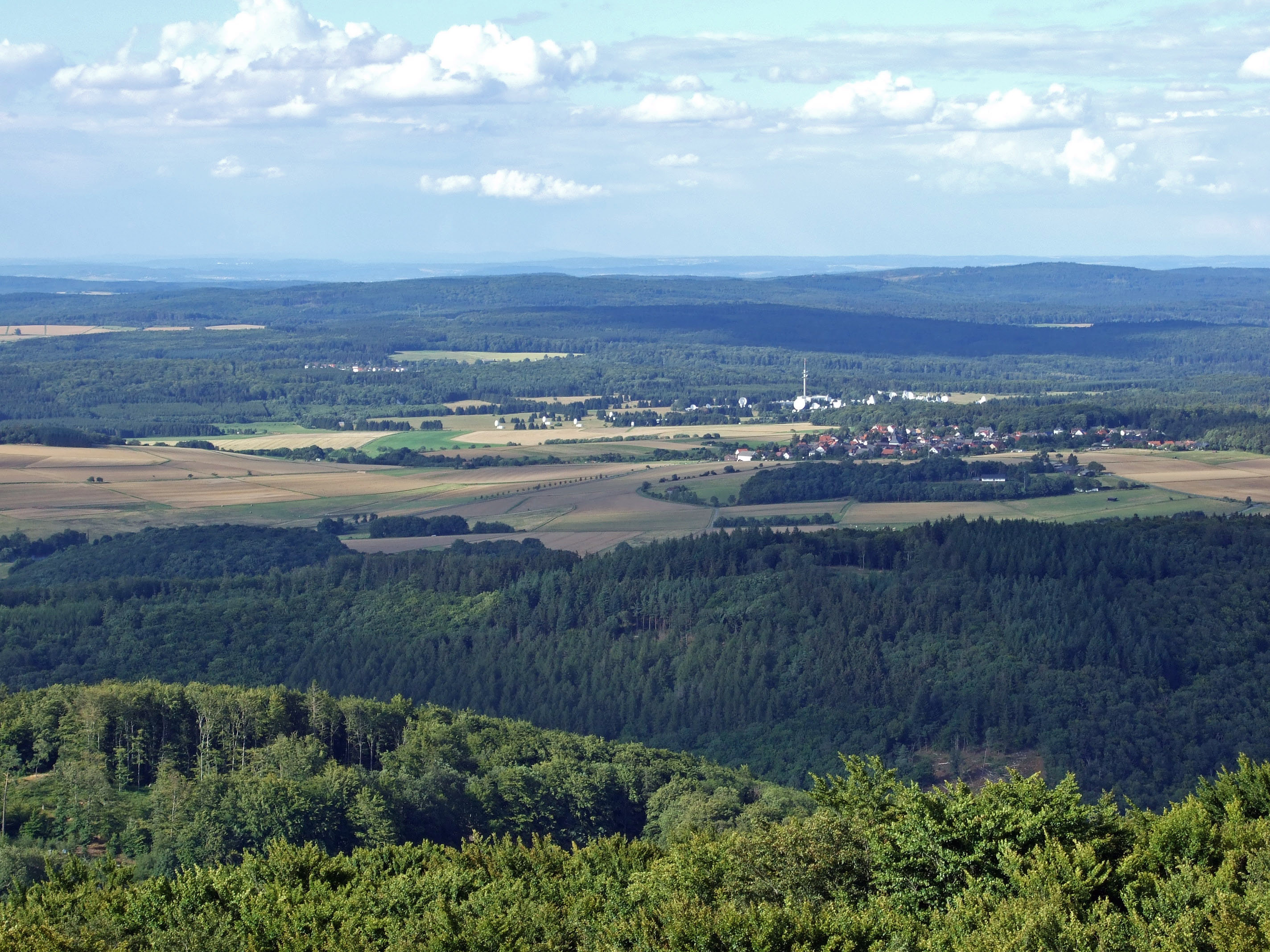
Blick vom Aussichtsturm auf dem Pferdskopf nach Nordosten über Merzhausen und die Erdfunkstelle Usingen; rechts der Hesselberg und Teile der Bodenroder Kuppen

## Berge und Erhebungen
Zu den Bergen und Erhebungen der Bodenroder Kuppen gehören – sortiert nach Höhe in Meter (m) über Normalhöhennull (NHN):
- Hesselberg (ca. 518 m)
- Gickel (505,1 m)
- namenloser Erhebung (500,8 m), nordöstlich vom Markwald
- Markwald (493,0 m)
- Hainbuchenkopf (492,3 m)
- Hinterster Kopf (491,1 m)
- Schmidtsheck (491,3 m)
- Hausberg (485,7 m)
- Donnerskopf (485,2 m)
- Gaulskopf (474 m)
- Vorderer Köppel (460,0 m)
- Gänsrod (448,5 m)
- Brüler Berg (424,2 m), südwestlicher Ausläufer des Hausberges